# Sanne den Hartogh
Sanne den Hartogh (Harderwijk, 16 juli 1981) is een Nederlandse acteur.
Hij is te zien geweest in diverse films en televisieprogramma's als De vloer op (Human).
In Baantjer-seizoen 9 (2003) debuteerde hij in de seizoensopening "De Cock en de moord buiten schooltijd". Hij speelde de 18-jarige minnaar van een Franse schooljuf.
Op dit  moment is Sanne den Hartogh vast ensemblelid bij NITE. Ook heeft hij onder andere gespeeld bij NTGent, Toneelgroep Amsterdam en Toneelgroep Oostpool. Hij heeft gestudeerd aan de Amsterdamse Toneelschool en Kleinkunstacademie. 

Hij was te zien in de film 'De Storm', in de rol van Koos Hendriks. In het theaterseizoen 2010/2011 speelde Den Hartogh bij Toneelgroep Oostpool de rol van Hamlet in het gelijknamige toneelstuk Hamlet van Shakespeare en een hoofdrol in Till the fat lady sings. In seizoen 2011/2012 was hij bij Oostpool te zien als Alceste, de hoofdpersoon van Molières de Misantroop.
In seizoen 2021/2022 werd Den Hartogh door de vakjury van de VSCD genomineerd voor de Louis D'Or voor zijn rol in The Underground van NITE.
In seizoen 2023/2024 is The Underground van NITE, Club Guy & Roni, HIIIT en AskoISchönberg in reprise en is de hoofdrol wederom voor Den Hartogh.

## Theater
- 2006 en 2007 Opening Night (Toneelgroep Amsterdam) - Kelly
- 2009 en 2013 Wachten op Godot (Toneelgroep Oostpool) - Estragon
- 2010 Hamlet (Toneelgroep Oostpool) - Hamlet
- 2012 De Misantroop (Toneelgroep Oostpool) - Alceste
- 2013 Peer Gynt (Het Zuidelijk Toneel) - Diverse rollen
- 2014 Bidonville - Ralphie[3]
- 2015 Romeo & Julia  (Het Zuidelijk Toneel) - Romeo
- 2015 Van Waveren  (Ro Theater) - Guido van Waveren
- 2020 Swan Lake (Club Guy & Roni)
- 2022 The Underground (NITE)
- 2023 Yara's Wedding (NITE)
- 2024 The Underground (NITE)
- 2024 Ocean Breeze (NITE)
- 2025 Nachtwacht (NITE, Club Guy & Roni, HIIIT, AskoISchönberg, NKK NXT)